# Парламентські вибори в Латвії 2022
Парламентські вибори в Латвії відбулися 1 жовтня 2022 року після закінчення повноважень 13-го Сейму, обраного у 2018 році. До Сейму обирались 100 депутатів. У виборах до Сейму взяли участь 19 партій і партійних об'єднань, які складались з 1829 кандидатів у депутати. Подання списків кандидатів у депутати відбувалось з 13 липня по 2 серпня.

## Виборча система
100 членів Сейму обираються за відкритими списками та пропорційним представництвом п'яти багатомандатних округів розміром від 12 до 36 місць, які базуються на основі історичних регіонів Латвії, при цьому закордонні виборці включені до Ризького виборчого округу. Місця розподіляються за методом Сент-Лагю з п'ятивідсотковим прохідним порогом. Виборці можуть віддати «конкретні голоси» за кандидатів у списку, за якого вони проголосували. Це передбачає нанесення знака плюс (+) біля імен кандидата, щоб вказати перевагу (позитивні голоси), або викреслення імен, щоб вказати несхвалення (негативні голоси). Кількість голосів за кожного кандидата — це кількість голосів, поданих за список, плюс кількість голосів «за» мінус кількість голосів «проти». Кандидати з найбільшою кількістю голосів заповнюють свої партійні місця.

### Перерозподіл місць
Центральна виборча комісія зобов'язана за чотири місяці до виборів визначити кількість депутатів, які підлягають обранню, виходячи з кількості виборців, які мають право голосу. 2 червня 2022 року ЦВК Латвії оголосив новий розподіл депутатів Сейму. Ризький і Відземський виборчі округи отримали по одному мандату порівняно з виборами 2018 року, тоді як Латгальський і Земгальський виборчі округи втратили по одному.
| Перерозподіл у червні 2022 року | Перерозподіл у червні 2022 року | Перерозподіл у червні 2022 року |
| Округ                           | Місця                           | Зміна                           |
| ------------------------------- | ------------------------------- | ------------------------------- |
| Рига                            | 36                              | ▲ 1                             |
| Відземе                         | 26                              | ▲ 1                             |
| Латгале                         | 13                              | ▼ 1                             |
| Земгале                         | 13                              | ▼ 1                             |
| Курземе                         | 12                              | ▬                               |
| Загалом                         | 100                             | ▬                               |

## Партії

### Огляд
У таблиці нижче наведено список партій та партійних альянсів, які були представлені в 13-му Сеймі.
| Назва | Назва | Назва                                           | Ідеологія                                             | Кандидат у прем'єр-міністри | Лідер(и)                          | Результат у 2018 | Результат у 2018 | Місця перед виборами |
| Назва | Назва | Назва                                           | Ідеологія                                             | Кандидат у прем'єр-міністри | Лідер(и)                          | %                | Місця            | Місця перед виборами |
| ----- | ----- | ----------------------------------------------- | ----------------------------------------------------- | --------------------------- | --------------------------------- | ---------------- | ---------------- | -------------------- |
|       | S     | Гармонія Saskaņa                                | Соціал-демократія Захист інтересів російської меншини | Іварс Заріньш               | Яніс Урбановічс                   | 19.8 %           | 23 / 100         | 18 / 100             |
|       | K     | Консервативні Konservatīvie                     | Ліберальний консерватизм                              | Яніс Борданс                | Яніс Борданс                      | 13.6 %           | 16 / 100         | 15 / 100             |
|       | AP!   | Розвиток/За! Attīstībai/Par!                    | Лібералізм                                            | Артіс Пабрікс               | Даніелс Павлютс Артурс Томс Плешс | 12.0 %           | 13 / 100         | 14 / 100             |
|       | NA    | Національне об'єднання Nacionālā apvienība      | Націонал-консерватизм Правий популізм                 | Удіс Мітревічс              | Райвіс Дзинтарс                   | 11.0 %           | 13 / 100         | 13 / 100             |
|       | JV    | Нова єдність Jaunā Vienotība                    | Ліберальний консерватизм                              | Кріш'яніс Каріньш           | Кріш'яніс Каріньш                 | 6.7 %            | 8 / 100          | 11 / 100             |
|       | ZZS   | Союз зелених і селян Zaļo un zemnieku savienība | Аграризм Консерватизм                                 | Айварс Лемберґс             | Армандс Краузе                    | 9.9 %            | 11 / 100         | 7 / 100              |
|       | AS    | Об'єднаний список Apvienotais saraksts          | Регіоналізм Зелений консерватизм                      | Улдіс Піленс                | Едґарс Таварс Едвардс Смілтенс    | Не існувала      | Не існувала      | 4 / 100              |
|       | R     | Республіка Republika                            | Центризм                                              | Сандіс Дірдєнс              | Сандіс Дірдєнс                    | Не існувала      | Не існувала      | 2 / 100              |
|       | KuK   | Кожному і кожній Katram un katrai               | Правий популізм                                       | Алдіс Ґобземс               | Алдіс Ґобземс                     | Не існувала      | Не існувала      | 2 / 100              |
|       | LPV   | Латвія на першому місці Latvija pirmajā vietā   | Соціальний консерватизм                               | Айнарс Шлесерс              | Айнарс Шлесерс                    | did not exist    | did not exist    | 2 / 100              |
|       | SV    | Суверенна влада Suverēnā vara                   | Християнські праві                                    | TBD                         | Юлія Степанєнко                   | did not exist    | did not exist    | 2 / 100              |
|       | PCL   | За гуманну Латвію Par cilvēcīgu Latviju         | Правий популізм Консерватизм                          | TBD                         | Юрдіс Мієзайніс                   | 14.3 %           | 16 / 100         | 1 / 100              |

### Партії, які беруть участь
Політичні партії та партійні об'єднання можуть подати свої виборчі списки до Центральної виборчої комісії з 13 липня до 2 серпня.
У наведеній нижче таблиці цифра в кожній графі вказує на кількість кандидатів у виборчих списках партії у зазначеному окрузі. Максимальна кількість кандидатів у виборчому списку в кожному окрузі дорівнює кількості депутатів, які можуть бути обрані, плюс ще три.
| Партія                           | Партія                           | Партія                                                              | Ідеологія                           | Ідеологія                        | Кандидат у прем'єр-міністри      | Округ | Округ   | Округ   | Округ   | Округ   | Округ   | Дата подання | Джерело |
| Партія                           | Партія                           | Партія                                                              | Ідеологія                           | Ідеологія                        | Кандидат у прем'єр-міністри      | Рига  | Відземе | Латгале | Курземе | Земгале | Загалом | Дата подання | Джерело |
| -------------------------------- | -------------------------------- | ------------------------------------------------------------------- | ----------------------------------- | -------------------------------- | -------------------------------- | ----- | ------- | ------- | ------- | ------- | ------- | ------------ | ------- |
|                                  | AP!                              | Розвиток/За!                                                        | Лібералізм                          | Центризм                         | Артіс Пабрікс Марія Ґолубєва     | 39    | 29      | 16      | 15      | 16      | 115     | 13 липня     | [ 6 ]   |
|                                  | ST!                              | За стабільність!                                                    | Популізм                            | Центризм                         | Алєксєй Росліков                 | 30    | 12      | 10      | 5       | 8       | 65      | 13 липня     | [ 7 ]   |
|                                  | S                                | Соціал-демократична партія «Гармонія» - Соціалістична партія Латвії | Соціал-демократія                   | Лівоцентризм                     | Іварс Заріньш                    | 30    | 16      | 16      | 15      | 10      | 87      | 18 липня     | [ 8 ]   |
|                                  | P                                | Прогресивні                                                         | Соціал-демократія                   | Лівоцентризм                     | Каспарс Брікшенс                 | 39    | 29      | 16      | 15      | 16      | 115     | 20 липня     | [ 10 ]  |
|                                  | JV                               | Нова єдність                                                        | Ліберальний консерватизм            | Правоцентризм                    | Кріш'яніс Каріньш                | 39    | 29      | 16      | 15      | 16      | 115     | 25 липня     | [ 11 ]  |
|                                  | LPV                              | Латвія на першому місці - Честь служити Ризі!                       | Соціальний консерватизм             | Праві                            | Айнарс Шлесерс                   | 39    | 29      | 16      | 15      | 16      | 115     | 25 липня     | [ 13 ]  |
|                                  | AS                               | Об'єднаний список                                                   | Регіоналізм                         | Центризм                         | Улдіс Піленс                     | 39    | 29      | 16      | 15      | 16      | 115     | 26 липня     | [ 14 ]  |
|                                  | NA                               | Національне об'єднання                                              | Націонал-консерватизм               | Праві                            | Удіс Мітревічс                   | 39    | 29      | 16      | 15      | 16      | 115     | 26 липня     | [ 15 ]  |
|                                  | ZZS                              | Союз зелених і селян                                                | Аграризм                            | Центризм                         | Айварс Лемберґс                  | 39    | 29      | 16      | 15      | 16      | 115     | 27 липня     | [ 16 ]  |
|                                  | KuK                              | Кожному і кожній                                                    | Правий популізм                     | Праві                            | Алдіс Ґобземс                    | 39    | 29      | 16      | 15      | 16      | 115     | 27 липня     | [ 17 ]  |
|                                  | LKS                              | Російський союз Латвії                                              | Захист інтересів російської меншини | Центризм                         | Мірослав Мітрофанов              | 38    | 22      | 16      | 11      | 15      | 102     | 29 липня     | [ 18 ]  |
|                                  | R                                | Республіка                                                          | Центризм                            | Центризм                         | Сандіс Дірдєнс                   | 39    | 29      | 16      | 15      | 16      | 115     | 29 липня     | [ 19 ]  |
|                                  | K                                | Консервативні                                                       | Ліберальний консерватизм            | Правоцентризм                    | Яніс Борданс                     | 39    | 29      | 16      | 15      | 16      | 115     | 29 липня     | [ 20 ]  |
|                                  | SV                               | Суверенна влада                                                     | Християнські праві                  | Праві                            | Юлія Степанєнко                  | 39    | 24      | 16      | 11      | 10      | 100     | 1 серпня     | [ 22 ]  |
|                                  | TVS                              | Сила народовладдя                                                   | Конспіраціонізм                     | Ультраправі                      | Валєнтін Єрємєєв                 | 39    | 28      | 16      | 15      | 16      | 114     | 1 серпня     | [ 23 ]  |
|                                  | TKL                              | Слуги народу–Латвії                                                 | Популізм                            | Центризм                         | Едґарс Краміньш                  | 34    | 17      | 11      | 8       | 12      | 82      | 1 серпня     | [ 24 ]  |
|                                  | AL                               | Об'єднання за Латвію - Спадщина Батьківщини                         | Правий популізм                     | Праві                            | Маріс Можвілло                   | 28    | 20      | 12      | 6       | 7       | 73      | 2 серпня     | [ 25 ]  |
|                                  | KPP                              | Християнська прогресивна партія                                     | Християнська демократія             | Правоцентризм                    | Андрєй Красніков                 | 12    | 4       | 5       | 5       | 5       | 31      | 2 серпня     | [ 26 ]  |
|                                  | VL                               | Єдині для Латвії                                                    | Популізм                            | Правоцентризм                    | TBD                              | 10    | 7       | 3       | 4       | 4       | 28      | 2 серпня     | [ 27 ]  |
| Максимальна кількість кандидатів | Максимальна кількість кандидатів | Максимальна кількість кандидатів                                    | Максимальна кількість кандидатів    | Максимальна кількість кандидатів | Максимальна кількість кандидатів | 39    | 29      | 16      | 15      | 16      | 115     |              |         |

## Соціологічні опитування

Графічне зведення

## Результати
«Нова єдність» чинного прем'єра Кріш'яніса Каріньша отримала найбільший відсоток голосів (19 %) і отримала найбільше місць (26). У промові після виборів Каріньш заявив, що Латвія продовжуватиме підтримувати Україну у війні проти Росії, і заявив, що віддає перевагу збереженню нинішнього коаліційного уряду. Союз зелених і селян посів друге місце, отримавши 13 % голосів, попри те, що лідер Айварс Лемберґс був засуджений до п'яти років ув'язнення у 2021 році та перебував під санкціями Сполучених Штатів. Інші партії, які перевищили п'ятивідсотковий бар'єр для отримання місць у Сеймі: Об'єднаний список — 11 %, Національне об'єднання — 9,3 %, За стабільність! з 7 %, Латвія на першому місці з 6 %, і Прогресивні, які вперше потрапили до Сейму з 6 % голосів.
Згаяні голоси на цих виборах склали 29,09 %. Гармонія, яка посіла перше місце на попередніх трьох загальних виборах, не змогла отримати жодного місця в парламенті, перебуваючи трохи нижче п'ятивідсоткового порогу (від усіх голосів, включаючи недійсні) з 4,9 % голосів. Це пояснюється багатьма причинами, зокрема внутрішніми суперечками щодо російського вторгнення в Україну у 2022 році, що відштовхнуло як етнічних латишів, так і етнічних росіян. Це призвело до того, що значна частина етнічних росіян проголосувала за Російський союз Латвії, «За стабільність!» та «Суверенну владу». Політичний альянс «Розвиток/За!», який був одним із членів коаліції, також не подолав п'ятивідсотковий бар'єр лише на 0,03 % (з 4,97 % усіх голосів). Інший член коаліції, Консервативні, також не змогли подолати п'ятивідсотковий бар'єр, отримавши лише 3 % голосів.
| Партія                       | Партія                          | Голоси    | %      | Місця | +/–  |
| ---------------------------- | ------------------------------- | --------- | ------ | ----- | ---- |
|                              | Нова єдність                    | 173,425   | 18.97  | 26    | +18  |
|                              | Союз зелених і селян            | 113,676   | 12.44  | 16    | +5   |
|                              | Об'єднаний список               | 100,631   | 11.01  | 15    | Нова |
|                              | Національне об'єднання          | 84,939    | 9.29   | 13    | 0    |
|                              | За стабільність!                | 62,168    | 6.80   | 11    | Нова |
|                              | Латвія на першому місці         | 57,033    | 6.24   | 9     | Нова |
|                              | Прогресивні                     | 56,327    | 6.16   | 10    | +10  |
|                              | Розвиток/За!                    | 45,452    | 4.97   | 0     | -13  |
|                              | Злагода                         | 43,943    | 4.81   | 0     | -23  |
|                              | Кожному і кожній                | 33,578    | 3.67   | 0     | Нова |
|                              | Російський союз Латвії          | 33,203    | 3.63   | 0     | 0    |
|                              | Суверенна влада                 | 29,603    | 3.24   | 0     | Нова |
|                              | Консервативні                   | 28,870    | 3.09   | 0     | -16  |
|                              | Республіка                      | 16,088    | 1.76   | 0     | Нова |
|                              | Сила народовладдя               | 10,350    | 1.13   | 0     | Нова |
|                              | Слуги народу–Латвії             | 9,176     | 1.00   | 0     | 0    |
|                              | Об'єднання за Латвію            | 2,985     | 0.33   | 0     | -16  |
|                              | Єдині для Латвії                | 1,379     | 0.15   | 0     | Нова |
|                              | Християнська прогресивна партія | 1,413     | 0.15   | 0     | Нова |
| Всього                       | Всього                          | 914,022   | 100.00 | 100   | 0    |
| Дійсні голоси                | Дійсні голоси                   | 903,639   | 98,86  |       |      |
| Недійсні/порожні голоси      | Недійсні/порожні голоси         | 12,729    | 1.39   |       |      |
| Всього голосів               | Всього голосів                  | 916,368   | 100.00 |       |      |
| Зареєстрованих виборців/явка | Зареєстрованих виборців/явка    | 1,542,407 | 59.41  |       |      |
| Джерело: ЦВК                 |                                 |           |        |       |      |

### За округами
| Округ   | JV    | ZZS   | AS    | NA    | S!    | LPV  | P    |      |
| ------- | ----- | ----- | ----- | ----- | ----- | ---- | ---- | ---- |
| Округ   | Рига  | 20.59 | 5.51  | 6.91  | 7.14  | 9.15 | 8.59 | 9.05 |
| Відземе | 23.46 | 12.10 | 12.62 | 11.39 | 3.04  | 5.14 | 5.95 |      |
| Латгале | 6.97  | 14.54 | 5.12  | 5.78  | 18.56 | 6.53 | 2.46 |      |
| Земгале | 18.75 | 19.55 | 12.42 | 12.16 | 3.02  | 4.56 | 4.35 |      |
| Курземе | 16.44 | 21.10 | 22.05 | 10.25 | 2.17  | 4.27 | 4.80 |      |
| Загалом | 19.16 | 12.66 | 11.00 | 9.38  | 6.91  | 6.31 | 6.23 |      |

Розподіл місць
| Округ   | JV   | ZZS | AS | NA | S! | LPV | P  | Загалом |   |    |
| ------- | ---- | --- | -- | -- | -- | --- | -- | ------- | - | -- |
| Округ   | Рига | 11  | 3  | 4  | 4  | 5   | 4  | Загалом | 5 | 36 |
| Відземе | 8    | 4   | 5  | 4  | 1  | 2   | 2  | 26      |   |    |
| Латгале | 2    | 3   | 1  | 1  | 4  | 1   | 1  | 13      |   |    |
| Земгале | 3    | 3   | 2  | 2  | 1  | 1   | 1  | 13      |   |    |
| Курземе | 2    | 3   | 3  | 2  |    | 1   | 1  | 12      |   |    |
| Загалом | 26   | 16  | 15 | 13 | 11 | 9   | 10 | 100     |   |    |

## Наслідки
3 жовтня 2022 року президент Егілс Левітс уповноважив Каріньша, чинного прем'єра та лідера Нової єдності, сформувати коаліційний уряд. Наступного дня Союз зелених і селян оголосив в інтерв'ю, що відмовляється від коаліції з Каріньшем. 14 грудня 2022 року, Нова єдність, Об'єднаний список та Національне об'єднання офіційно підписали коаліційну угоду, утворивши 41-ий Кабінет Міністрів Латвії, на чолі з чинним прем'єр-міністром Кріш'янісом Каріньшем.